# Lista de governadores da Malaca Portuguesa

## Lista de Capitães
| Detentor do cargo                                              | Mandato                      |
| Rui de Brito Patalim                                           | 1512 - 1514                  |
| Jorge de Albuquerque (primeira vez)                            | 1514 - 1516                  |
| Jorge de Brito                                                 | 1516 - 1517                  |
| Nuno Vaz Pereira                                               | 1517 - 1518                  |
| Afonso Lopes da Costa                                          | 1518 - 1519                  |
| Garcia de Sá (primeira vez)                                    | 1519 - 1521                  |
| Jorge de Albuquerque (segunda vez)                             | 1521 - 1525                  |
| Pedro Mascarenhas                                              | 1525 - 1526                  |
| Jorge Cabral                                                   | 1526 - 1528                  |
| Pedro de Faria (primeira vez)                                  | 1528 - 1529                  |
| Garcia de Sá (segunda vez)                                     | 1529 - 1533                  |
| Paulo da Gama                                                  | 1533 - 1534                  |
| Estêvão da Gama                                                | 1534 - 1538                  |
| Pedro de Faria (segunda vez)                                   | 1539 - 1542                  |
| Rui Vaz Pereira Marramaque                                     | 1543 - 1544                  |
| Simão Botelho de Andrade                                       | 1544 - 1545                  |
| Garcia de Sá (terceira vez)                                    | 1545                         |
| Simão (ou Francisco?) de Melo                                  | 1545 - 1548                  |
| Pedro da Silva da Gama                                         | 1548 - 1552                  |
| Francisco Álvares                                              | 1552                         |
| Álvaro de Ataíde da Gama                                       | 1552 - 1554                  |
| António de Noronha                                             | 1554 - 1556                  |
| João Pereira                                                   | 1556 - 1557                  |
| João de Mendonça                                               | 1557 - 1560                  |
| Francisco de Eça                                               | 1560 - 1564                  |
| Diogo de Meneses                                               | 1564 - 1567                  |
| Leonis Pereira (primeira vez)                                  | 1567 - 1570                  |
| Francisco da Costa                                             | 1570 - 1571                  |
| António Moniz Barreto                                          | 1571 - 1573                  |
| Miguel de Castro (primeira vez)                                | 1573                         |
| Leonis Pereira (segunda vez) ou Francisco Henriques de Meneses | 1573 - 1574                  |
| Tristão Vaz da Veiga                                           | 1574 - 1575                  |
| Miguel de Castro (segunda vez)                                 | 1575 - 1577                  |
| Aires de Saldanha                                              | 1577 - 1579                  |
| João da Gama                                                   | 1581 ? - 1582                |
| Roque de Melo                                                  | 1582 - 1584                  |
| João da Silva                                                  | 1584 - 1587                  |
| João Ribeiro Gaio                                              | 1587                         |
| Nuno Velho Pereira                                             | 1587 - 158.                  |
| Manuel de Sousa Coutinho                                       | 1588                         |
| Diogo Lobo                                                     | 15.. - 15..                  |
| Pedro Lopes de Sousa                                           | 15.. - 1594                  |
| Francisco da Silva Meneses                                     | 1597 ? - 1598                |
| Martim Afonso de Melo Coutinho                                 | 1598 - 1599                  |
| Fernão de Albuquerque                                          | 1599 - 1603                  |
| André Furtado de Mendonça                                      | 1603 - 1606                  |
| António de Meneses                                             | 1606 - 1607                  |
| Francisco Henriques                                            | 1610 - 1613                  |
| Gaspar Afonso de Melo                                          | 1613 - 1615                  |
| João Calado de Gamboa                                          | 1615                         |
| António Pinto da Fonseca                                       | 1615 - 1616                  |
| João da Silveira                                               | 1617 - 1617 ?                |
| Pedro Lopes de Sousa                                           | 1619 ?                       |
| Filipe de Sousa ou Francisco Coutinho                          | 1624 ?                       |
| Luis de Melo                                                   | 162. - 1626                  |
| Gaspar de Melo Sampaio                                         | 16.. - 1634                  |
| Álvaro de Castro                                               | 1634 - 1635 ?                |
| Diogo de Melo e Castro                                         | 1630 - 1633                  |
| Francisco de Sousa de Castro                                   | 1630 - 1636                  |
| Diogo Coutinho Docem                                           | 1635 - 1637                  |
| Manuel de Sousa Coutinho                                       | 1638 - 14 de Janeiro de 1641 |

## Capitão-Geral
| Designação oficial | Detentor do cargo               | Mandato                      |
| Capitão-Geral      | António Pinto da Fonseca        | 1616 - 1635                  |
| Capitão-Geral      | Francisco Coutinho Docem        | 1635 - 1637                  |
| Capitão-Geral      | Luís Martins de Sousa Chichorro | 1637 - 14 de Janeiro de 1641 |

## Lista de Governadores
| # | Designação oficial | Nome (Nascimento–Morte)          | Retrato          | Início do mandato | Fim do mandato | Notas | Monarca  |
| - | ------------------ | -------------------------------- | ---------------- | ----------------- | -------------- | ----- | -------- |
| - | V                  | [[]] (c.1460–c.1540)             | [[File:\|150px]] | 1504              | 1504           | .     | Manuel I |
| 1 | V                  | Rui de Brito Patalim (????–1???) | [[File:\|150px]] | 1512              | 1514           |       | Manuel I |
| 2 | GV                 | Garcia de Sá (c.1486–1549)       |                  | 1519              | 1521           |       | Manuel I |